# 凤纲
鳳綱，漢朝籍，漁陽人，善採草藥自仙丹。傳說他常采百草花以水漬封泥之，自正月開始，到九月末止採制，埋100天，煎成丸狀。剛死者以藥納口中，可救活。他常服此藥，至數百歲不老，後「成仙」去向不明。

## 引註資料
- 中國哲學書電子化計劃